# Володимирівська вулиця (Полтава)
Вулиця Володимирівська — вулиця у Подільському районі міста Полтава.

## Історія
Утворена рішення ВК ПМР від 28.02.1990 № 102 «Про відведення земельних ділянок для індивідуального будівництва по заявам громадян і клопотанням організацій і підприємств».
Вулиця названа на честь Великого князя київського Володимира Святославича.

## Перехресні вулиці
- вулиця Лисенка
- вулиця Хрестовоздвиженська

### Прилеглі вулиці
- вулиця Семенівська
- вулиця Преображенська